# آرسن کاسابیف
آرسن کاسابیف (گرجی: არსენ კასაბიევი؛ زادهٔ ۱۵ نوامبر ۱۹۸۷) وزنه‌بردار اهل گرجستان-لهستان است.
وی در مسابقات کشوری و بین‌المللی در مجموع برندهٔ ۱ مدال طلا و ۱ مدال نقره شده‌است.